# Euploea bipunctata
Euploea bipunctata är en fjärilsart som beskrevs av Moore 1883. Euploea bipunctata ingår i släktet Euploea och familjen praktfjärilar. Inga underarter finns listade i Catalogue of Life.